# NGC 353
NGC 353 is een balkspiraalstelsel in het sterrenbeeld Walvis. Het hemelobject ligt ongeveer 167 miljoen lichtjaar van de Aarde verwijderd en werd op 10 november 1885 ontdekt door de Amerikaanse astronoom Lewis A. Swift.

## Synoniemen
- PGC 3714
- UGC 641
- MCG 0-3-58
- ZWG 384.58
- IRAS00598-0213